# René de Saunière de l’Hermitage
René de Saunière de l’Hermitage (ur. 1653, zm. 1729) – francuski hugenota i holenderski dyplomata.
Pochodził z rodziny hugenockiej. Jak wielu hugenotów uciekł z Francji przed nietolerancyjną polityką religijną Ludwika XIV. Od 1687 roku mieszkał w Londynie. Uczył dzieci rodziny  van Bentinck-Portland. Od  1692 roku był korespondentem Republiki Zjednoczonych Prowincji w Londynie. W latach 1715–1727 był agentem Republiki w brytyjskiej stolicy.